# Spoorlijn Vire - Romagny
De Spoorlijn Vire - Romagny was een Franse spoorlijn van Vire naar Romagny. De lijn was 38,4 km lang en heeft als lijnnummer 440 000.

## Geschiedenis
De lijn werd in gedeeltes geopend door de Compagnie des chemins de fer de l'Ouest, van Les Maures naar Sourdeval op 20 april 1885, van Vire naar Les Maures en van Sourdeval naar Mortain-Le Neufbourg op 18 december 1887 en van Mortain-Le Neufbourg naar Romagny op 16 juni 1889. Personenvervoer werd opgeheven op 2 oktober 1938. Goederenvervoer werd opgeheven tussen Mortain-Le Neufbourg en Romagny in 1942, tussen Sourdeval en Mortain-Le Neufbourg op 31 mei 1987 en tussen Vire en Sourdeval op 24 januari 1988.

## Aansluitingen
In de volgende plaatsen is of was er een aansluiting op de volgende spoorlijnen:
Vire
RFN 413 000, spoorlijn tussen Caen en Vire
RFN 405 000, spoorlijn tussen Argentan en Granville
Les Maures
lijn tussen Montsecret-Vassy en Les Maures
Romagny
RFN 437 000, spoorlijn tussen Domfront en Pontaubault